# Altona-Blankeneser Eisenbahn
| Bahnhof Hamburg-Blankenese mit Empfangsgebäude und Gleisanlagen |                                                                                 |                                                          |                                                          |
| |                                                                                 |                                                          |                                                          |
| Streckennummer (DB): | 1224 (HH-Altona – HH-Blankenese) 1226 (HH-Blankenese – Wedel (Holst))           |                                                          |                                                          |
| Kursbuchstrecke (DB): | 101.1                                                                           |                                                          |                                                          |
| Kursbuchstrecke: | 90 (HH-Altona – HH-Blankenese 1934) 90b (HH-Blankenese – Wedel 1934) 108 (1946) |                                                          |                                                          |
| Streckenlänge: | Strecke 1224: 8,544 km Strecke 1226: 9,043 km                                   |                                                          |                                                          |
| Spurweite: | 1435 mm (Normalspur)                                                            |                                                          |                                                          |
| Stromsystem: | seitliche, seitlich bestrichene Stromschiene 1200 V =                           |                                                          |                                                          |
| Streckengeschwindigkeit: | 90 km/h                                                                         |                                                          |                                                          |
| Zugbeeinflussung: | PZB S-Bahn Hamburg                                                              |                                                          |                                                          |
| Zweigleisigkeit: | HH-Altona – HH-Blankenese HH-Rissen – HH-Rissen Ölweiche                        |                                                          |                                                          |
| |                                                                                 |                                                          |                                                          |
| \| \| \| City-S-Bahn von Landungsbrücken \| \| \| \| 5,898 \| Hamburg-Altona \| Hamburg-Altona \| \| \| 6,083 \| (Ende des Innenstadttunnels) \| (Ende des Innenstadttunnels) \| \| \| 6,2490,889 \| City-S-Bahn nach Diebsteich \| City-S-Bahn nach Diebsteich \| \| \| 0,982 \| Verbindungsbahn nach Holstenstraße \| Verbindungsbahn nach Holstenstraße \| \| \| 1,827 \| Hamburg-Ottensen Bft Altona \| (seit 31. Mai 2023) \| \| \| \| Güterstrecke von Hamburg-Eidelstedt \| \| \| \| \| ehem. von der Ottensener Industriebahn \| \| \| \| 2,533 \| Hamburg-Bahrenfeld Abzw \| Hamburg-Bahrenfeld Abzw \| \| \| 2,803 \| Hamburg-Bahrenfeld Bft Altona \| (seit 19. Mai 1867) \| \| \| 3,698 \| A 7 \| A 7 \| \| \| 4,545 \| Hamburg-Othmarschen (seit 1. August 1882) \| Hamburg-Othmarschen (seit 1. August 1882) \| \| \| 5,481 \| Flottbek \| Flottbek \| \| \| 6,126 \| Hamburg-Klein Flottbek (seit 19. Mai 1867) \| Hamburg-Klein Flottbek (seit 19. Mai 1867) \| \| \| 7,585 \| Hamburg-Hochkamp (seit 1897 ?) \| Hamburg-Hochkamp (seit 1897 ?) \| \| \| 9,827 9,283 \| Streckenanfang Wedeler Bahn \| Streckenanfang Wedeler Bahn \| \| \| 9,677 9,433 \| Hamburg-Blankenese (seit 19. Mai 1867) \| Hamburg-Blankenese (seit 19. Mai 1867) \| \| \| \| \| \| \| \| \| ehem. Übergang zur Gleislosen Bahn Blankenese–Marienhöhe \| \| \| \| \| \| \| \| \| \| Hasenhöhe (bis 1978) \| \| \| \| 11,328 0,000 \| Hamburg-Iserbrook (seit 31. Oktober 1950) \| Hamburg-Iserbrook (seit 31. Oktober 1950) \| \| \| \| Sülldorfer Landstraße (bis 1978) \| \| \| \| 12,28012,298 \| Unterlänge 18 m \| Unterlänge 18 m \| \| \| 12,554 0,000 \| Hamburg-Sülldorf (seit 1. Dezember 1883) \| Hamburg-Sülldorf (seit 1. Dezember 1883) \| \| \| 12,698 0,000 \| Sülldorfer Kirchenweg \| Sülldorfer Kirchenweg \| \| \| 13,375 0,000 \| Sieversstücken \| Sieversstücken \| \| \| \| Achtern Sand (bis Mai 1983) \| \| \| \| \| Klövensteenweg (bis Mai 1983) \| \| \| \| \| Hamburg-Rissen Üst \| \| \| \| \| Gudrunstraße (bis Mai 1983) \| \| \| \| 15,287 0,000 \| Hamburg-Rissen (seit 1. Dezember 1883) \| Hamburg-Rissen (seit 1. Dezember 1883) \| \| \| \| Schulauer Moorweg \| \| \| \| 16,575 0,000 \| Landesgrenze Hamburg–Schleswig-Holstein \| Landesgrenze Hamburg–Schleswig-Holstein \| \| \| \| Anschlussstrecke \| \| \| \| 17,589 0,000 \| Hamburg-Rissen Ölweiche \| Hamburg-Rissen Ölweiche \| \| \| 17,589 0,000 \| Hamburg-Rissen Ölweiche Üst \| Hamburg-Rissen Ölweiche Üst \| \| \| 18,390 0,000 \| Autal \| Autal \| \| \| 18,888 0,000 \| Wedel (Holst) (seit 1. Dezember 1883) \| Wedel (Holst) (seit 1. Dezember 1883) \| \| \| \| \| \| \| Quellen: [1][2] \| \| \| \| |                                                                                 |                                                          |                                                          |
| Strecke (im Tunnel) |                                                                                 | City-S-Bahn von Landungsbrücken                          | City-S-Bahn von Landungsbrücken                          |
| S-Bahnhof (im Tunnel) | 5,898                                                                           | Hamburg-Altona                                           | Hamburg-Altona                                           |
| Tunnelende | 6,083                                                                           | (Ende des Innenstadttunnels)                             | (Ende des Innenstadttunnels)                             |
| Abzweig geradeaus und nach rechts | 6,2490,889                                                                      | City-S-Bahn nach Diebsteich                              | City-S-Bahn nach Diebsteich                              |
| Abzweig geradeaus und nach rechts | 0,982                                                                           | Verbindungsbahn nach Holstenstraße                       | Verbindungsbahn nach Holstenstraße                       |
| S-Bahn-Halt | 1,827                                                                           | Hamburg-Ottensen Bft Altona                              | (seit 31. Mai 2023)                                      |
| Abzweig geradeaus und von rechts |                                                                                 | Güterstrecke von Hamburg-Eidelstedt                      | Güterstrecke von Hamburg-Eidelstedt                      |
| Abzweig geradeaus, ehemals von links und ehemals von rechts |                                                                                 | ehem. von der Ottensener Industriebahn                   | ehem. von der Ottensener Industriebahn                   |
| Blockstelle | 2,533                                                                           | Hamburg-Bahrenfeld Abzw                                  | Hamburg-Bahrenfeld Abzw                                  |
| S-Bahn-Halt | 2,803                                                                           | Hamburg-Bahrenfeld Bft Altona                            | (seit 19. Mai 1867)                                      |
| Brücke | 3,698                                                                           | A 7                                                      | A 7                                                      |
| S-Bahnhof | 4,545                                                                           | Hamburg-Othmarschen (seit 1. August 1882)                | Hamburg-Othmarschen (seit 1. August 1882)                |
| Brücke über Wasserlauf | 5,481                                                                           | Flottbek                                                 | Flottbek                                                 |
| S-Bahn-Halt | 6,126                                                                           | Hamburg-Klein Flottbek (seit 19. Mai 1867)               | Hamburg-Klein Flottbek (seit 19. Mai 1867)               |
| S-Bahn-Halt | 7,585                                                                           | Hamburg-Hochkamp (seit 1897 ?)                           | Hamburg-Hochkamp (seit 1897 ?)                           |
| | 9,827 9,283                                                                     | Streckenanfang Wedeler Bahn                              | Streckenanfang Wedeler Bahn                              |
| Strecke · S-Kopfbahnhof Streckenende | 9,677 9,433                                                                     | Hamburg-Blankenese (seit 19. Mai 1867)                   | Hamburg-Blankenese (seit 19. Mai 1867)                   |
| |                                                                                 |                                                          |                                                          |
| Verschwenkung nach links |                                                                                 | ehem. Übergang zur Gleislosen Bahn Blankenese–Marienhöhe | ehem. Übergang zur Gleislosen Bahn Blankenese–Marienhöhe |
| |                                                                                 |                                                          |                                                          |
| ehemaliger Bahnübergang |                                                                                 | Hasenhöhe (bis 1978)                                     | Hasenhöhe (bis 1978)                                     |
| S-Bahn-Halt | 11,328 0,000                                                                    | Hamburg-Iserbrook (seit 31. Oktober 1950)                | Hamburg-Iserbrook (seit 31. Oktober 1950)                |
| ehemaliger Bahnübergang |                                                                                 | Sülldorfer Landstraße (bis 1978)                         | Sülldorfer Landstraße (bis 1978)                         |
| Kilometer-Wechsel | 12,28012,298                                                                    | Unterlänge 18 m                                          | Unterlänge 18 m                                          |
| S-Bahnhof | 12,554 0,000                                                                    | Hamburg-Sülldorf (seit 1. Dezember 1883)                 | Hamburg-Sülldorf (seit 1. Dezember 1883)                 |
| Bahnübergang | 12,698 0,000                                                                    | Sülldorfer Kirchenweg                                    | Sülldorfer Kirchenweg                                    |
| Bahnübergang | 13,375 0,000                                                                    | Sieversstücken                                           | Sieversstücken                                           |
| ehemaliger Bahnübergang |                                                                                 | Achtern Sand (bis Mai 1983)                              | Achtern Sand (bis Mai 1983)                              |
| ehemaliger Bahnübergang |                                                                                 | Klövensteenweg (bis Mai 1983)                            | Klövensteenweg (bis Mai 1983)                            |
| Überleitstelle / Spurwechsel |                                                                                 | Hamburg-Rissen Üst                                       | Hamburg-Rissen Üst                                       |
| ehemaliger Bahnübergang |                                                                                 | Gudrunstraße (bis Mai 1983)                              | Gudrunstraße (bis Mai 1983)                              |
| S-Bahnhof | 15,287 0,000                                                                    | Hamburg-Rissen (seit 1. Dezember 1883)                   | Hamburg-Rissen (seit 1. Dezember 1883)                   |
| ehemaliger Bahnübergang |                                                                                 | Schulauer Moorweg                                        | Schulauer Moorweg                                        |
| Grenze | 16,575 0,000                                                                    | Landesgrenze Hamburg–Schleswig-Holstein                  | Landesgrenze Hamburg–Schleswig-Holstein                  |
| Abzweig geradeaus und ehemals von links |                                                                                 | Anschlussstrecke                                         | Anschlussstrecke                                         |
| ehemaliger Bahnhof | 17,589 0,000                                                                    | Hamburg-Rissen Ölweiche                                  | Hamburg-Rissen Ölweiche                                  |
| Überleitstelle / Spurwechsel | 17,589 0,000                                                                    | Hamburg-Rissen Ölweiche Üst                              | Hamburg-Rissen Ölweiche Üst                              |
| Bahnübergang | 18,390 0,000                                                                    | Autal                                                    | Autal                                                    |
| S-Kopfbahnhof Streckenende | 18,888 0,000                                                                    | Wedel (Holst) (seit 1. Dezember 1883)                    | Wedel (Holst) (seit 1. Dezember 1883)                    |
| |                                                                                 |                                                          |                                                          |
| Quellen: |                                                                                 |                                                          |                                                          |

Die Altona-Blankeneser Eisenbahn ist eine 17,587 Kilometer lange Eisenbahnstrecke im Westen Hamburgs. Sie beginnt am Bahnhof Altona und führt über Othmarschen zum Bahnhof Blankenese. 16 Jahre nach Inbetriebnahme dieser Strecke erfolgte die Erweiterung bis ins holsteinische Wedel. Sie wird heute von der Hamburger S-Bahn-Linie S1 befahren und war Bestandteil der ersten elektrifizierten Vorortbahn Deutschlands.

## Streckenverlauf

### Abschnitt Altona – Blankenese
Die heutige Streckenführung beginnt am Bahnhof Altona, wo der S-Bahn ein viergleisiger Tunnelbahnhof mit anschließender Kehranlage zur Verfügung steht. Die hier zweigleisig ausgelegte Strecke verläuft auf einer steilen Rampe (maximale Steigung 40 ‰) an die Oberfläche und zweigt von den nordwärts gerichteten Bahnhofsgleisen ab in Richtung Westen mit den aufeinander folgenden Stationen Ottensen, Bahrenfeld, Othmarschen, Klein Flottbek und Hochkamp und dem dreigleisigen Kopfbahnhof Blankenese.

### Abschnitt Blankenese – Wedel
Die später hinzugefügte, größtenteils eingleisige Streckenerweiterung bis zum Bahnhof Wedel (Holst) mit den Stationen Iserbrook, Sülldorf und Rissen verlässt und erreicht in beiden Fahrtrichtungen von der gleichen Seite den Kopfbahnhof Blankenese.
Damit hat die Gesamtstrecke in der Mitte gewissermaßen eine Spitzkehre. In der Zeit des Dampflokbetriebes wurde hier in jeder Richtung jeweils ein Umsetzen der Lokomotive an das andere Zugende nötig, nach Einführung der elektrischen Triebzüge jeweils der Wechsel des Triebfahrzeugführers zum Führerstand am entgegengesetzten Ende des Zuges.
Im Gegensatz zu den anderen, zweigleisig angelegten Bahnhöfen hat die Haltestelle Iserbrook lediglich einen Seitenbahnsteig am längsten der drei eingleisigen Streckenabschnitte. Diese haben zusammen eine Länge von 6,348 Kilometern.

### Höhenprofil
Die Höhenlage der Strecke ist für Hamburger Verhältnisse stark differenziert. Unmittelbar nach der erwähnten steilen Rampe am nördlichen Tunnelausgang des Bahnhofs Altona liegt die Strecke auf einer Höhe von 24 m ü. NHN, auf den folgenden neun Kilometern steigt sie bis zum höchsten Punkt im Geländeeinschnitt des Bahnhofs Blankenese auf 55 m ü. NHN an, wobei die dort umliegenden Geländeteile noch bis zu 12 Meter höher liegen. Auf den sechs Kilometern von Blankenese bis Rissen sinkt die Strecke wieder um 36 Meter ab auf 19 m ü. NHN und endet in Wedel auf 7 m ü. NHN.

### Streckenkilometrierung
Seit der Eröffnung der City-S-Bahn nach Diebsteich am 31. Mai 1981 wird ab Altona die Kilometrierung der City-S-Bahn (DB-Strecke 1270) fortgeführt. Seitdem befindet sich der offizielle Streckenanfang der Altona-Blankeneser Eisenbahn bei km 0,889 an der Weiche, an der sie von der City-S-Bahn abzweigt (Weiche Nr. 732 in km 6,249 der City-S-Bahn). Zuvor befand sich der Streckenanfang bei km 0,66 im Bahnhof Altona. Der Nullpunkt der Strecke befindet sich weiterhin im ersten Altonaer Bahnhof (heute das Altonaer Rathaus).
In Blankenese wird in Richtung Wedel die laufende Kilometrierung fortgeführt, so dass an der Weiche, an der die Wedeler Strecke beginnt, bereits km 9,827 erreicht wird. Die Unterlänge von 18 Metern zwischen Iserbrook und Sülldorf ist im Zuge der Höherlegung der Haltestelle Iserbrook am 18. Mai 1978 entstanden. Das Gleisende in Wedel liegt bei km 18,959.
Daher ergeben sich die Streckenlängen von 8,544 Kilometern für die Strecke von Altona nach Blankenese (km 0,889 – km 9,433) und 9,043 Kilometer für die Strecke von Blankenese nach Wedel (km 9,827 – km 18,888).

### Stellwerke
Der Bahnhof Sülldorf wird auch heute noch von einem mechanischen Stellwerk der Bauart Jüdel gesteuert. Sein und der Ersatz weiterer Altstellwerke auf der Strecke durch ein elektronisches Stellwerk im Bahnhof Wedel mit Außenstelle in Blankenese ist in Planung und soll bis 2027 umgesetzt werden.

## Geschichte

### 1867–1882
Die Bahnstrecke von Altona nach Blankenese wurde von der Altona-Kieler Eisenbahn-Gesellschaft (AKE) errichtet und am 19. Mai 1867 in Betrieb genommen. Als Grund für den Bau der Bahn wird „die Anbindung der westlichen Elbvororte an Altona für den Alltags- und Ausflugsverkehr“ angegeben, nach anderer Quelle wurde die Strecke von der AKE gebaut, um unerwünschte Konkurrenz vorsorglich von diesem Gebiet fernzuhalten.
Diese zunächst eingleisige Nebenbahn der AKE führte auf der westlichen Seite und auf der gleichen Ebene wie die Fernbahngleise in die Halle des Kopfbahnhofs Altona hinein, die Stationen Klein Flottbek und Bahrenfeld lagen zu diesem Zeitpunkt schon an der Strecke. Ein weiterer Ausbau erfolgte mit der Anlage der Villenkolonie in Othmarschen, für die am 1. August 1882 eine weitere Station eingerichtet wurde.

### 1883–1908, Verlängerung nach Wedel und erste Elektrifizierung
Am 1. Dezember 1883 wurde die Verlängerung von Blankenese nach Wedel eröffnet und um 1900 der Abschnitt zwischen Altona und Blankenese durchgehend zweigleisig ausgebaut. 1887 ging die Altona-Blankeneser Eisenbahn ebenso wie die anderen Bahnstrecken der Altona-Kieler Eisenbahn in den Bestand der Preußischen Staatseisenbahnen über.

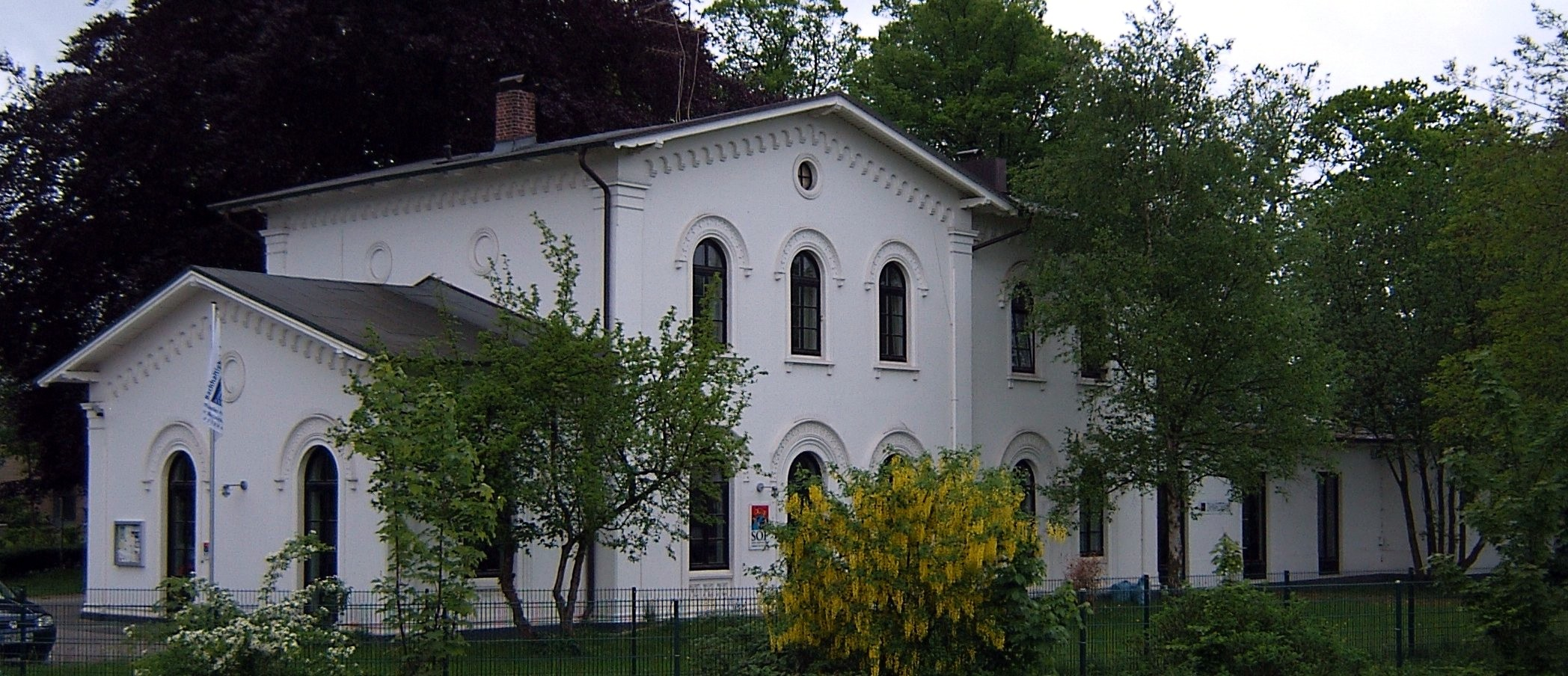
Ehemaliges Empfangsgebäude in Klein Flottbek

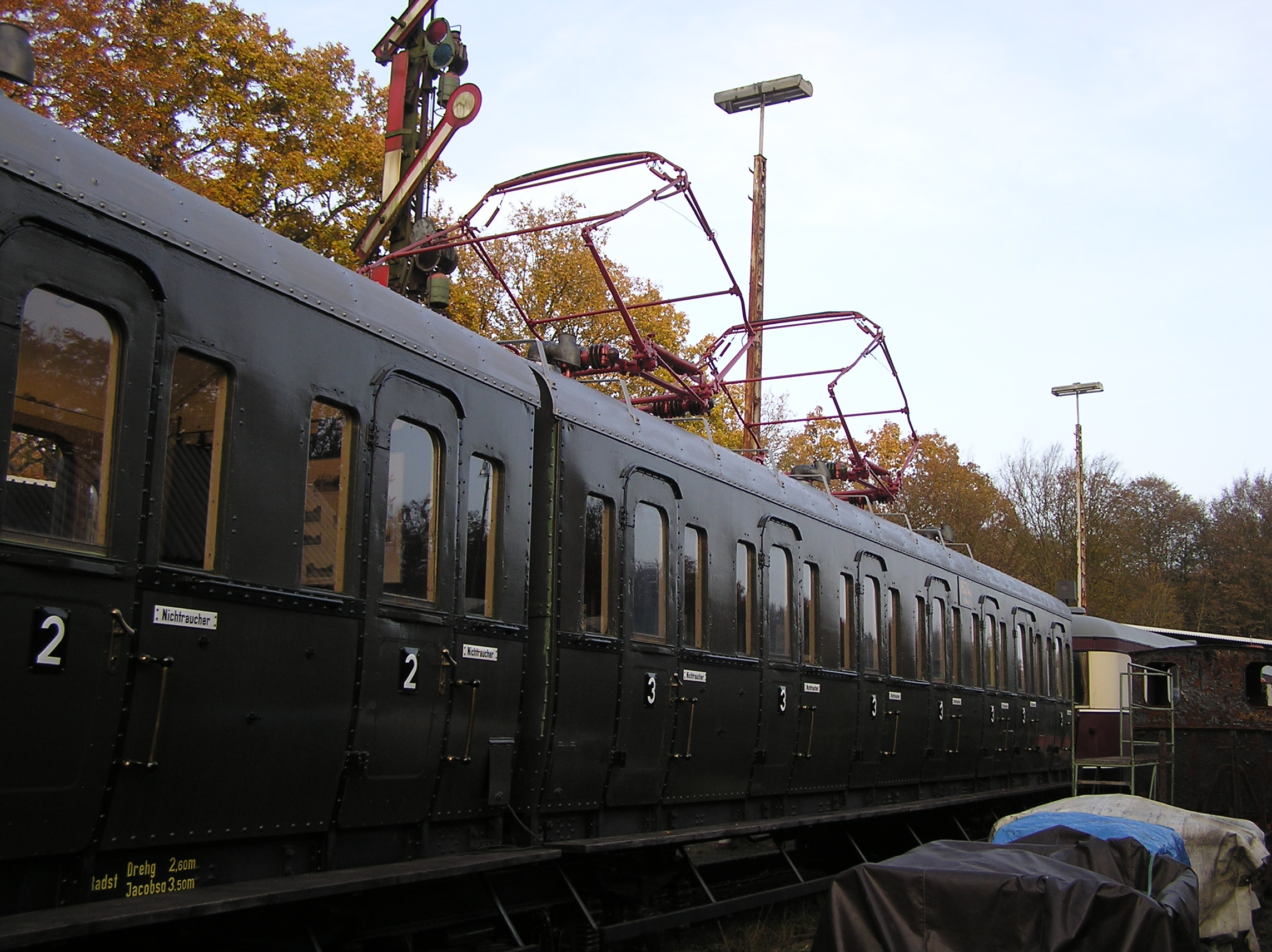
Triebzug ElT1624, der auf der Strecke Blankenese–Altona–Hauptbahnhof–Barmbek–Ohlsdorf während des Oberleitungsbetriebes 1927 bis 1955 eingesetzt wurde

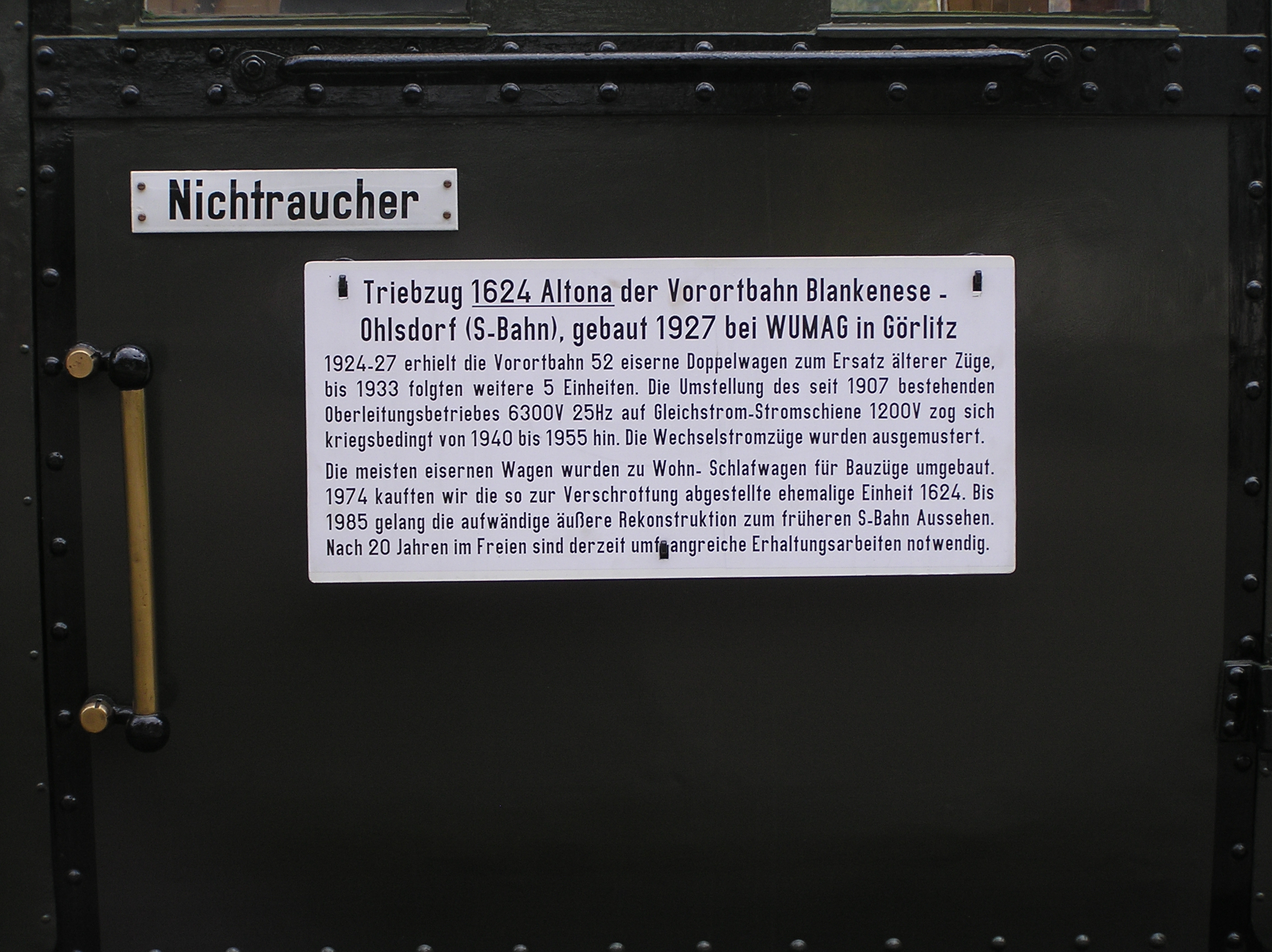
Triebzug 1624 Altona

Ab 1906 erfolgte die Elektrifizierung der 1903 fertiggestellten Hamburg-Altonaer Verbindungsbahn mit 6,3 Kilovolt 25 Hertz Wechselstrom aus der Oberleitung und 1907 deren Inbetriebnahme durch die Hamburg-Altonaer Stadt- und Vorortbahn. Die Strecke von Altona bis Blankenese wurde unter der nunmehrigen Regie der preußischen Königlichen Eisenbahndirektion Altona ebenfalls mit der neuen Oberleitung ausgestattet, und am 29. Januar 1908 fuhr der erste elektrische Zug bis Blankenese.

### 1910 bis heute, S-Bahn, Umbau und weitere Streckenelektrifizierungen
Von 1911 bis 1914 bestand am Bahnhof Blankenese ein Anschluss an die Gleislose Bahn Blankenese–Marienhöhe, einen frühen Oberleitungsbus-Betrieb.
Das Vorortbahn-System auf der Verbindungsbahn wurde ab 1934 als S-Bahn bezeichnet, 1940 bis 1955 erfolgte schließlich die schrittweise Umstellung auf Gleichstrom mit seitlicher Stromschiene und einer Spannung von 1,2 Kilovolt. Gleichzeitig mit dieser Umstellung, die sich auf Grund des Zweiten Weltkriegs länger hinzog, erfolgte in zwei Schritten die Verlängerung des elektrischen Betriebs auf der Strecke bis nach Wedel. So konnte ab Mai 1950 Sülldorf mit den elektrischen Triebzügen angefahren werden, während bis Wedel zunächst weiterhin Dampfzüge fuhren. Hierbei kamen für einen Wendezugbetrieb Steuerwagen der Baureihe ES 99 zum Einsatz, die vorher für den Betrieb mit Oberleitung verwendet und nun mit den Dampflokomotiven zum Zugverband zusammengekoppelt wurden. Einige Monate später, am 31. Oktober 1950, wurde zudem der Haltepunkt Iserbrook eröffnet.
Am 20. Mai 1954 war die Strecke bis Wedel mit Stromschienen ausgerüstet und der Dampflokbetrieb wurde auf den elektrischen Betrieb umgestellt.
Die Strecke wird heute auf gesamter Länge von der Linie S1 der Hamburger S-Bahn befahren, von Altona bis Blankenese fährt in der Hauptverkehrszeit zusätzlich noch die S11. Auf der Linie S1 verkehren überwiegend Züge der Baureihe 474, auf der S11 Züge der Baureihe 472.
1978 wurde die Strecke im Bereich Iserbrook auf einen Bahndamm verlegt, um den Bahnübergang an der zu diesem Zeitpunkt vierspurig ausgebauten Bundesstraße 431 zu beseitigen. In Rissen wurde im Zeitraum von 1978 bis 1983 ein neuer Bahnhof in Einschnittlage nördlich des alten Bahnhofes errichtet, außerdem wurde die gesamte Strecke zwischen dem Bahnhof und dem Bahnübergang Sieversstücken wenige Meter nach Norden verschoben und in einen Einschnitt verlegt, um ebenfalls Platz für die Errichtung einer Ortsumgehung im Bereich Rissen für die Bundesstraße 431 zu schaffen. Im Rahmen dieser Verlegung wurden die vier Bahnübergänge im Bereich Rissen in drei Fällen (Klövensteenweg, Gudrunstraße und Schulauer Moorweg) durch Unter-/Überführungen der Straße ersetzt, in einem Fall (Achtern Sand) wurde aufgrund der großen Nähe der Bahnübergang ersatzlos aufgegeben.
Seit 2003 bestand ein Planungsvertrag zwischen der Deutschen Bahn AG und der Stadt Hamburg, nach dem bis 2021 zwischen Bahrenfeld und Altona der Bahnhof Ottensen für die Linien S1 und S11 entstehen sollte. Dabei sollte ein nicht verwendetes Gütergleis entfernt und die nördlichen Gleise der S-Bahn-Trasse versetzt werden. Zwischen den Gleisen sollte so Platz für einen sieben Meter breiten Mittelbahnsteig geschaffen werden. Die Eröffnung des neuen Haltepunkts war schließlich am 31. Mai 2023.

### Güterverkehr
Bis 1997 wurde ein – zuletzt nur noch spärlicher – Güterverkehr auf der Strecke durchgeführt. Die an den Bahnhöfen Klein Flottbek und Blankenese vorhandenen Gütergleise sind mittlerweile ebenfalls restlos abgebaut.
Anschlussgleise bestanden am Bahnhof Bahrenfeld an das Gaswerk, die Rollbockanlage der Ottensener Industriebahn und an die 1880 errichteten Bahrenfelder Margarinewerke A. L. Mohr, das spätere Margarinewerk von Unilever unter dem eigenständigen Namen Margarine-Union.
An der Ölweiche westlich der Hamburger Landesgrenze bestand Anschluss an das Heizkraftwerk Wedel. Der Name rührt vom ebenfalls angeschlossenen Werk der Mobil Oil AG her.